# Абатуриха
Абатуриха — деревня в Вожегодском районе Вологодской области.
Входит в состав Вожегодское городское поселение, с точки зрения административно-территориального деления — в Вожегодский сельсовет.
Расстояние до районного центра Вожеги по автодороге — 9,6 км. Ближайшие населённые пункты — Петровская, Новожилиха, Поповка, Нестериха.
По переписи 2002 года население — 1 человек.
| 2010 |
| ---- |
| 0    |